# إكس تيب
إكس تيب هي شركة صينية تقوم بتصنيع معدات رياضية يقع مقرها الرئيسي في هونغ كونغ، تأسست الشركة في عام 2001.